# Orliwka (rejon rozdolnieński)
Orliwka (ukr. Орлівка, ros. Орловка, Orłowka)) – wieś na Ukrainie, w Autonomicznej Republice Krymu (de iure stanowiącej integralną część państwa ukraińskiego, w 2014 anektowanej przez Rosję i odtąd funkcjonującej jako Republika Krymu), w rejonie rozdolnieńskim. W 2001 liczyła 1130 mieszkańców. Według spisu ludności przeprowadzonego przez okupacyjne władze rosyjskie populacja wsi w 2014 wynosiła 787 osób.